# Rio Jutaí
Le Rio Jutaí est un cours d'eau du nord-ouest du Brésil, affluent de l'Amazone.

## Parcours
La rivière prend sa source dans l'État brésilien de l'Amazonas et le parcourt en direction du nord-est, traversant les forêts tropicales humides Juruá-Purus (en) avant d'atteindre l'Amazone (appelé sur cette section rio Solimões) sur sa rive sud, près de la ville de Jutaí. Il s'écoule à l'ouest de la rivière Juruá, selon un cours grossièrement parallèle au bas Juruá. Le cours d'eau mesure environ 1 000 km de long.
La réserve de développement durable de Cujubim (en), établie en 2003 sur 24 504 km2, s'étend de chaque côté de la rivière dans la municipalité de Jutaí. Il s'agit de la plus grande réserve en Amazonas et de la plus grande réserve de développement durable au monde. La rivière sépare également la réserve extractive du rio Jutaí (en) (créée en 2002 sur 2 755 km2) et la station écologique Jutaí-Solimões (en).